# Harumi Sakurai
Harumi Sakurai (櫻井浩美, Sakurai Harumi), née le 21 octobre 1982 à Tōkyō, est une seiyū japonaise.

## Rôles

### Animes
- Angel Beats! - Yuri Nakamura
- Bakuman - Ōtsuki Nanami
- Fairy Tail - Lisanna, Arania
- Gunparade Orchestra - Azusa Hikomura
- H2O: Footprints in the Sand - Hayami Kohinata
- Kami-sama no Memo-chō - Shouko Sakuma
- Kyo Kara Maoh! - Sanclaire, and Shilta
- Little Busters EX - Saya Tokido
- Mashiroiro Symphony: The Color of Lovers - Pannya, Ranka Sena
- Pluster World - Dirii
- Seikon No Qwaser II - Miyuki Seta
- The Law of Ueki - Kamui 'Shirokage' Rosso
- Toaru Majutsu no Index II - Awaki Musujime
- X-Men: Evolution - Kitty Pryde

### Jeux vidéo
- Chaos Wars
- Gunparade Orchestra: Blue Chapter
- Gunparade Orchestra: White Chapter
- Hiiro no Kakera
- Kyo Kara Maoh!: Mama Kuni no Kyūjitsu
- Little Busters! Ecstasy - Saya Tokido
- Shenmue II
- The Law of Ueki: Taosu ze Roberto Jūdan!!